# Azaghal
Gli Azaghal sono una black metal band finlandese formatasi nel 1995 dal chitarrista Narqath e dall'ex batterista Kalma.

## Formazione

### Attuale
- Narqath - chitarra, basso, voce e tastiera
- Lima - batteria
- Niflungr - voce, basso
- Ruho - chitarra

## Discografia

### Album in studio
- 1999 - Mustamaa
- 1999 - Helvetin Yhdeksän Piiriä
- 2002 - Of Beasts and Vultures
- 2004 - Perkeleen Luoma
- 2005 - Codex Antitheus
- 2006 - Luciferin Valo
- 2008 - Omega
- 2009 - Teraphim
- 2012 - Nemesis